# Marta Kwiatkowska

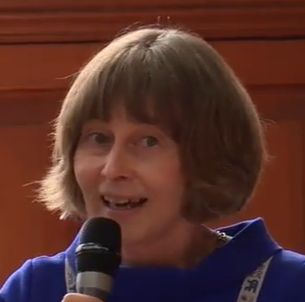
Marta Kwiatkowska, 2018

Marta Zofia Kwiatkowska (* 26. Februar 1957) ist eine polnische theoretische Informatikerin wohnhaft im Vereinigten Königreich. Sie ist Professorin an der Fakultät für Informatik der University of Oxford, England: und ein Mitglied des Trinity College, Oxford.

## Ausbildung
Kwiatkowska schloss ihren Bachelor und Master of Science in Informatik mit summa cum laude an der Jagiellonen-Universität in Krakau, Polen ab. Im Jahr 1989 promovierte sie in Informatik an der Universität Leicester.

## Karriere und Forschung
Zwischen ihrem Masterabschluss und der Aufnahme der Professur für Informatik an der University of Oxford im Jahr 2007, hatte Kwiatkowska folgende Stellen inne:
- Dozentin, Jagiellonen-Universität, Krakau, Polen (1980–1988)
- Forschungsstipendiatin, Universität Leicester (1984–1986)
- Dozentin, Universität Leicester (1986–1994)
- Dozentin, Universität Birmingham (1994–1998)
- Professorin für Informatik, Universität Birmingham (2001–2007)

Der Hauptfokus ihrer Forschung der letzten Jahre war die Modellierung und Verifikation von probabilistischen Systemen, besonders probabilistische Techniken der Modellprüfung. Sie leitete die Entwicklung des probabilistischen Model-Checkers PRISM.
Kwiatkowska ist Mitglied mehrerer redaktioneller Beiräte von wissenschaftlichen Zeitschriften wie Information and Computation, Formal Methods in System Design, Logical Methods in Computer Science und Science of Computer Programming. Ihre Forschung wurde durch Zuschüsse von EPSRC, ERC, EU, DARPA und Microsoft Research unterstützt, darunter insbesondere ihre beiden ERC-Projekte VERIWARE und FUN2MODEL, und ihr EPSRC-Programm Grant zur mobilen Autonomie.
Sie ist stellvertretende Leiterin der Fakultät für Informatik an der University of Oxford und war an dieser die erste weibliche Professorin. Kwiatkowska leitet dort das Forschungsgebiet der automatischen Verifikation.

### Aktuelle Projekte
- FUN2MODEL (2019–2024), ein vom Europäischen Forschungsrat (ERC) gefördertes Projekt
- Mobile Autonomy (2015–2020), ein vom Engineering and Physical Sciences Research Council (EPSRC) gefördertes Projekt
- AFFECTech (2017–2020), gefördert vom Horizont 2020 der EU.

### Bemerkenswerte Beiträge
- Leitung der Entwicklung von PRISM, welches mehr als 60.000[9] mal heruntergeladen und 2016 mit dem HVC Award ausgezeichnet wurde:[10]
- Erweiterung und Anwendung von probabilistischer Verifikation zur automatischen Diagnose von DNA Berechnungsmethoden und zur Entwicklung eines Vorhersagemodells von DNA-Origami, publiziert bei Nature.[11]

## Auszeichnungen
- Fellow der Royal Society seit 2019[12]
- Milner Award 2018.
- Fellow der European Association for Theoretical Computer Science seit 2017.
- Fellow der Association for Computing Machinery, ernannt 2016 für grundlegende Beiträge zur Theorie und Praxis probabilistischer Verifikation und ihrer Anwendung
- Mitglied der Academia Europaea seit 2011[13]
- Fellow der British Computer Society seit 2008.